# Двоїна
Двоїна́ — граматична категорія числа, яку вживають, щоб позначити дві особи чи парні предмети. Двоїна була відома ще в праіндоєвропейській мові, від якої її успадкувала праслов'янська мова, а від неї — усі слов'янські мови, включно з українською.
Двоїна відома у багатьох давніх індоєвропейських мовах: санскриті, староцерковнослов'янській, давньогрецькій, старолитовській. Зараз майже всі індоєвропейські мови втратили цю категорію, двоїна існує лише у деяких слов'янських мовах: чеській, словенській, верхньолужицькій, нижньолужицькій і в деяких говірках української і хорватської. В інших мовних родинах двоїна трапляється в афразійських (іврит, арабська), уральських (хантийська, мансійська, ненецька) і деяких інших (див. «#Двоїна у мовах світу»).
Була в давніх тюркських мовах, зокрема половецькій.

## Двоїна в українській мові

### Давньоруська доба
Руйнування двоїни як системи почалося здавна. Вже у найдавніших пам'ятках знаходимо ці порушення, що виявляється у замінні двоїнних займенників множинними: вы (замість ва) небесьная чловѣка єста і под. Але такі відхилення помічаємо лиш у займенників, і водночас в інших частинах мови двоїну вживають там, де це потрібно. Двоїна почала втрачати свої позиції з XIII ст., але навіть тоді вона була живим явищем мови, бо знаходимо мало прикладів заміни її множиною: помози рабомъ своимъ (замість рабома своима) Иоанну и Олексию написавшема книги сия. Проте тільки з кінця XIV ст. відзначається відчутне порушення правильності вживання двоїнних форм.
З усіх східнослов'янських мов тільки українська найкраще й неабияк зберегла двоїну, зокрема її південно-західні говори, хоч вона трапляється наразі усюди.

#### Іменник
Двоїна у праслов'янській і давньоруській, як і в інших слов'янських мовах, уже в найдавніші часи, куди лише можна проникнути за допомогою порівняльно-історичного методу, мала три граматичні форми: форма називного відмінка, що збігалася зі знахідним і кличним, форма родового — з місцевим, а форма давального — з орудним. Ця ж особливість була притаманна і праіндоєвропейської мові, форма давального й орудного відмінка в ній також збігалася з формою відкладного. Проте відповідно до реконструкції Дж. Меллорі і Д. Адамса (2006) закінчення останніх трьох відмінків були в праіндоєвропейській різними.
Іменники з основою на -ā- мали в називно-знахідному відмінку закінчення -ѣ, на -jā- — -и.
Іменники чоловічого роду з основою на *-ŏ-, *-jŏ- мали закінчення -а в твердому, -я в м'якому варіанті. Закінчення двоїни -а в іменників із давньою основою на -ŏ-, -jŏ- аналогічно закінченню родового відмінка однини і теж сходить до ранньопраслов'янського закінчення *-ō. На це вказують дані інших індоєвропейських мов, наприклад, прасл. *čelověkъ (людина / чоловік) — *čelověka (дві людини / два чоловіки) і дав.-гр. ἄνθρωπος (людина) — ἀνθρώπω (дві людини), де літера ο передає короткий [о] (що відповідає праслов'янському *ъ), а ω — довгий [о] (що відповідає *a). Закінчення двоїни -ы іменників із основою на -ŭ- сходить до давнього закінчення *-ū і пов'язане з чергуванням короткого і довгого звука *u; закінчення -и слів з основою на -ĭ- — від давнього *-ī, і теж пояснюється чергуванням довгого і короткого варіантів голосного. Закінчення -ѣ має дифтонгічне походження — від *oi̯, бо на це вказує наявність рефлексів другої палаталізації (рука — руцѣ).
Іменники з основою на *-ŭ- мали в називно-знахідному двоїни закінчення -ы.
Форми двоїни іменників з основою на -ĭ- засвідчено лише зрідка: дъвѣ лѣторасли свѣтозарьнѣ; на поути; гръстьма обѣма.
У мові східних слов'ян іменники давньої VI відміни (іменники з основою на *-ū-/*-jū-). Поодинокі приклади засвідчують у давньоруських пам'ятках форми двоїни і від іменників основ на *-ū- (*-jū-): създанѣ быста церкъвы; въ обою церквию; не даѩ… бръвьма.
Іменники з основою на приголосний (підтипи на -n-, -s-, -t-, -r-) у формі двоїни мали закінчення -ѣ. Лише зрідка засвідчено форму двоїни іменників з основою на приголосний: бѣста же дни дъва ишьла; иде же лежаста стою телеси; и по дъвоѭ дьнию; и не вѣдѩхоу мнози тоу лежащю стою страстотьрпьцю телесоу; ωт дочерю Лютову; дъвѣ словеси; повѣда кнѩзю обѣ чюдеси; и нага бѣаста тѣлесьма. Проте від слів око та вухо вживанішими є форми саме двоїни (тому-то вони й витиснили множину — очеса і ушеса): очи; оуши; очью — очию; оушима; въ оуши; прѣдъ очима; оушюма тѧжько слышати [а] ωчима видѣти; бѣльма начѧхъ имѣти въ очию.
|                   | Тип на *-ā     | Тип на *-ā          | Тип на *-ŏ                | Тип на *-ŏ              | Тип на *-ŭ     | Тип на *-ĭ              | Тип на *-ū          | Тип на приголосний | Тип на приголосний | Тип на приголосний | Тип на приголосний |
| Твердий варіант   | М'який варіант | Твердий варіант     | М'який варіант            | Підтип на *-n           | Тип на *-ŭ     | Тип на *-ĭ              | Тип на *-ū          | Підтип на *-r      | Підтип на *-s      | Підтип на *-nt     |                    |
| ----------------- | -------------- | ------------------- | ------------------------- | ----------------------- | -------------- | ----------------------- | ------------------- | ------------------ | ------------------ | ------------------ | ------------------ |
| Називно-знахідний | рыбѣ, руцѣ     | земли, кънѧгыни     | города, друга, селѣ       | отьця, коня, поли       | сыны, меды     | гости, пути, мыши       | букъвы, цьркъвы     | камени, дьни       | матере (матери)    | словесѣ            | ягнѧтѣ             |
| Родово-місцевий   | рыбу, руку     | землю, кънѧгыню     | городу, другу, селу       | отьцю, коню, полю       | сынову, медову | гостью, путью, мышью    | букъву, цьркъву     | каменю, дьню       | материю            | словесу            | ягнѧтъ             |
| Давально-орудний  | рыбама, рукама | земляма, кънѧгыняма | городома, другома, селома | отьцема, конема, полѥма | сынъма, медъма | гостьма, путьма, мышьма | букъвама, цьркъвама | каменьма, дьньма   | матерьма           | словесьма          | ягнѧтьма           |

Приклади: ты и оба дроуга твоѩ, придоста дъва льва, дъва брата, встаста два волъхва, дъва бѣста моужа чюдьна, дъва оца идоста, кнѩзѩ кънѩземъ
1. 1. середній рід: миноуста дъвѣ лѣтѣ, сиѩета стаѩ ѩко свѣтилѣ, и лици бѩста свѣтьлѣ, тѣлъмь бѩше красьнъ… плечи велицѣ.
2. знахідній:
  1. чоловічий рід: посъла два брата, два варѩга, выдаите волхва та сѣмо, и поставиша стѧга два;
  2. середній рід: въ двѣ ѥстьствѣ, и и прѣклони колѣнѣ, огнь на обѣ мѣстѣ…повелѣ наложити;
3. кличний: азь чѧдѣ рекоу вама, поимѣта чадѣ дроуга своѥго и идѣта съ миръмь, чьто сѧ соумьнита чадьци.

У родовім та місцевім відмінку іменники мають закінчення -у, -ю:
1. родовий:
  1. чоловічий рід: до дъвою часоу, съказаниѥ и страсть и похвала стою мчнкоу бориса и глѣба, гласа рабоу твоѥю, бѣ бо ω двою ωцю;
  2. середній рід: и опѣшенъ отъ крылоу акы птицѧ, и скрьбѧхъ чѧдоу моѥю дѣлѧ, дъвою сѣтованию сѣтоую тоужю.
2. місцевий
  1. чоловічий рід: съказааще ѥмоу все о стою мчкоу братоу своѥю;
  2. середній рід: на рамоу своѥю въсприиимъша, видѧщи прахъ на лицю има.

У давальному та орудному відмінках іменники мають закінчення -ома, -ема:
1. давальний:
  1. чоловічий рід: дъвѣма человѣкома соудимома, хвалоу въздаша бви и стыима мчнкома, не въсхотѣ ити къ братома своима, къ строѥма своима;
  2. середній рід: дъвѣма же молѧщема.
2. орудний:
  1. чоловічий рід: приде подъдьрьжимъ дъвѣма диѩкома, и ставшема ωбѣма полкома противу собѣ, приде з двѣма братома;
  2. середній рід: крилома своима, дховьныима крилома, межи двѣма ωзерома.[8]

Поодинокі приклади засвідчують у давньоруських пам'ятках форми двоїни і від іменників з основою на *-ŭ-: дъва сыны моѩ въ кесари оучаста сѧ; всади и в порубъ съ двѣма сынома. В українські мові форма двоїни сыны витіснила форму множини — сынове, проте остання форма досі трапляється в діалектах. Можливо, що так сталося внаслідок морфологічної аналогії; не виключений і вплив знахідного відмінка множини (сыны, меды, домы тощо).
У називнім, знахіднім і кличнім відмінку в іменниках твердої групи було закінчення -ѣ-, м'якої — -и-:
1. називний (кличний): роуцѣ твои сътвориста мѧ; оутвърдиста сѧ ѥмоу нозѣ; слоузѣ и проповѣдателѧ ѩвиста сѧ; обѣ Марии; дъвѣ отроковици бѣста; и придоста двѣ оуноши красна;
2. знахідній: дъвѣ женѣ, пълъци на обѣ сторонѣ, дамь… в гривьнѣ, имаши и самъ сестрѣ, и поѩ собѣ в сестреници.

У родовім і місцевім відмінку іменники твердної групи мали закінчення -у-, м'якої — -ю-, -у-:
1. родовий: не оумыѥши ногоу моѥѭ,весла ωт роукоу спадоща, повѣсити ѥдинаго оу ногоу ѥѩ а дроугааго оу мышьцю ѥѩ;
2. місцевий: …аште бы гнои дрьжѧль въ роукоу своѥѭ, падъ на ногоу царю рече, написахомъ на двою харатью.

У давальнім і оруднім відмінку іменники твердої групи мали закінчення -ама, м'якої -ѩма, -ама:
1. давальний: не сльзы ли въдовици по ланитама текоуь, повелѣ дъвѣма слугама, горе нама грѣшьницѧма, рече дрѣводѣлѧма;
2. орудний: своима ногама пъхашети, мѣстѣ, ногама босыма сиа на пламени[9].

#### Займенник
Форми двоїни займенників починають руйнуватись одними з найперших, починаючи з XI ст.

##### Особові займенники
Відмінювання особових займенників 1-ї, 2-ї та 3-ї особи у формі двоїни (ми двоє, ви двоє, вони двоє):
| Особа | Називний — Кличний               | Родовий — Місцевий | Давальний — Орудний | Знахідний                        |
| ----- | -------------------------------- | ------------------ | ------------------- | -------------------------------- |
| 1     | вѣ                               | наю                | нама, на            | на, наю                          |
| 2     | ва                               | ваю                | вама, ва            | ва, ваю                          |
| 3     | она (чол.р.) онѣ (жін. і сер.р.) | ѥю                 | има                 | она (чол.р.) онѣ (жін. і сер.р.) |

У називнім (кличнім) відмінку займенники засвідчено лише зрідка: вѣ отъходивѣ; вѣ послевѣ; ωна же реч. Форму ж займенника 2-ї особи не знайдено. У знахіднім відмінку знаходимо лише поодинокі випадки з на, ва: аще на пустиши; зоветь ва цесарь. Але замість форм двоїни знахідного відмінку вживанішими подекуди є форми родового відмінку двоїни: аще ли наю погубиши; възвысила бо єсть ваю. На відміну від інших, у родовім-місцевім досить часто зустрічаємо форми з наю, ваю: не видима быста отъ наю; любы божиѩ прѣбываѥть въ ваю. Проте звичайними для давньоруських пам'яток є форми давального-місцевого відмінку: что іъпиѥши къ нама; азъ чѧдѣ рекоу вама; помози на; паде страхъ великъ на вьсѣхъ соущихъ нама; къде ѥсть искомыи вама; и речи има.

##### Неособові займенники
Праслов'янські відмінкові форми:
1. Називний-знахідний відмінок:
  1. Чоловічий рід — корінь, подовжений детермінатив -ŏ- або -jŏ-, без флексії: *tō → *ta → д.-р. та;
  2. Жіночий та середній рід — корінь, детермінатив -ŏ- або -jŏ- (сер.р.), -ā- або -jā- (жін. р.), наросток множини -i-, без флексії: *t-o-i → *toḭ → *tĕ → д.-р. тѣ;
2. Родовий-місцевий відмінок: корінь, детермінатив -ŏ- або -jŏ-, наросток множини -i- та флексія -u: *t-ŏ-i-u → *toḭu → *toju → д.-р. тою; *mo-jŏ-i-u → *mojŏḭu → *mojeḭu → *mojeju → д.-р. моѥю;
3. Давальний-орудний відмінок:
  1. Чоловічий і середній рід — корінь, детермінатив -ŏ- або -jŏ-, наросток множини -i- та флексія -ma: *t-ŏ-i-ma → toḭma → tĕma → д.-р. тѣма;
  2. Жіночий

Відмінювання присвійних і вказівних займенників:
| Група     | Тверда | Тверда    | Тверда | Тверда    | Тверда   | Тверда    | Тверда | Тверда    | М'яка | М'яка     | М'яка  | М'яка     | М'яка         | М'яка         | М'яка  | М'яка     |
| Відмінок  | Той    | Той       | Такий  | Такий     | Усякий   | Усякий    | —      | —         | Мій   | Мій       | Свій   | Свій      | Чий           | Чий           | Ваш    | Ваш       |
| Відмінок  | Ч.р.   | Ж. і с.р. | Ч.р.   | Ж. і с.р. | Ч.р.     | Ж. і с.р. | Ч.р.   | Ж. і с.р. | Ч.р.  | Ж. і с.р. | Ч.р.   | Ж. і с.р. | Ч.р.          | Ж. і с.р.     | Ч.р.   | Ж. і с.р. |
| --------- | ------ | --------- | ------ | --------- | -------- | --------- | ------ | --------- | ----- | --------- | ------ | --------- | ------------- | ------------- | ------ | --------- |
| Н. Зн. К. | та     | тѣ        | така   | такѣ      | вьсѩка   | вьсѧкѣ    | ова    | овѣ       | моѩ   | мои       | своѩ   | свои      | чьѩ (чиѩ)     | чьи (чии)     | ваша   | ваши      |
| Р. М.     | тою    | тою       | такою  | такою     | вьсѧкою  | вьсѧкою   | овою   | овою      | моѥю  | моѥю      | своѥю  | своѥю     | чьѥю (чиѥю)   | чьѥю (чиѥю)   | вашєю  | вашєю     |
| Д. Ор.    | тѣма   | тѣма      | такѣма | такѣма    | вьсѧкѣма | вьсѧкѣма  | овѣма  | овѣма     | моима | моима     | своима | своима    | чьима (чиима) | чьима (чиима) | вашима | вашима    |

Відмінювання означальних займенників:
| Відмінок  | Сей  | Сей       | Увесь  | Увесь     |
| Відмінок  | Ч.р. | Ж. і с.р. | Ч.р.   | Ж. і с.р. |
| --------- | ---- | --------- | ------ | --------- |
| Н. Зн. К. | си   | сии       | вьси   | вьсѣ      |
| Р. М.     | сєю  | сєю       | вьсєю  | вьсєю     |
| Д. Ор.    | сима | сима      | вьсєма | вьсєма    |

У називнім і знахіднім відмінку неособові займенники чоловічого роду закінчувалися на -а, жіночого й середнього роду — -ѣ, -и: иди къ тыма мучєникома Бориса и Глѣба и та ти имата дати видѣниѥ; въ роуцѣ твои. У родовім і місцевім відмінку неособовим займенникам притаманне закінчення -у (-ю): не оумыѥши ногоу моѥѭ; приближьшоу же сѧ къ цесарема. Въстаста абиѥ отъ столоу своѥю. Давальному й орудному відмінку властиве закінчення на -ма: ѩко же достоѩше тацѣма моужема бесѣды…; ωтиде съ инѣма дъвѣма чьрьноризьцема.

#### Прикметник
Прикметники здавна вже почали втрачати свої двоїнні форми. Уже пам'ятки XIII—XIV ст., а особливо XV ст. дають немало прикладів заміни їх множиною. Відмінювання у давньоруській мові.

##### Нечленні прикметники
Нечленні прикметники у давньоруській мові відмінювалися так:
| Група     | Тверда  | Тверда  | Тверда  | Тверда | Тверда | Тверда | М'яка  | М'яка  | М'яка  |
| Відмінок  | Добрий  | Добрий  | Добрий  | Новий  | Новий  | Новий  | Синій  | Синій  | Синій  |
| Відмінок  | Ч.р.    | С.р.    | Ж.р.    | Ч.р.   | С.р.   | Ж.р.   | Ч.р.   | С.р.   | Ж.р.   |
| --------- | ------- | ------- | ------- | ------ | ------ | ------ | ------ | ------ | ------ |
| Н. Зн. К. | добра   | добрѣ   | добрѣ   | нова   | новѣ   | новѣ   | синѩ   | сини   | сини   |
| Р. М.     | добру   | добру   | добру   | нову   | нову   | нову   | синю   | синю   | синю   |
| Д. Ор.    | доброма | доброма | добрама | новома | новома | новама | синѥма | синѥма | синѩма |

Називний-знахідний відмінок: и печална быста ω семь велми Мьстиславъ и Юрьи за свое безоумье; тако и вы живѣта чѧдѣ мои, да и ваѫ бъ оублажить и длъголѣтна ѩвить и сътворить. Родовий-місцевий: не мини очью просьливоу. Давальний-орудний: о преданьи града изиидоста слезнама очима и ωслабленомь лицемь.

##### Членні прикметники
Членні прикметники у давньоруській мові відмінювалися так:
| Група     | Тверда          | Тверда          | Тверда         | Тверда         | М'яка          | М'яка          |
| Відмінок  | Добрий          | Добрий          | Новий          | Новий          | Синій          | Синій          |
| Відмінок  | Ч.р.            | Ж. і с.р.       | Ч.р.           | Ж. і с.р.      | Ч.р.           | Ж. і с.р.      |
| --------- | --------------- | --------------- | -------------- | -------------- | -------------- | -------------- |
| Н. Зн. К. | добраѩ          | добрѣи          | новаѩ          | новѣи          | синѩѩ          | синии          |
| Р. М.     | добрую (-ою)    | добрую (-ою)    | новую (-ою)    | новую (-ою)    | синюю(-ѥю)     | синюю(-ѥю)     |
| Д. Ор.    | добрыима (-ыма) | добрыима (-ыма) | новыима (-ыма) | новыима (-ыма) | синиима (-има) | синиима (-има) |

1. У називнім, знахіднім і кличнім відмінку членні прикметники чоловічого роду мали закінчення -аѩ, -ѩѩ, середнього й жіночого — -ѣи, -ии:
  1. Чоловічий рід: наслажениѥ приимъша, нѣпрестаньно приподобнаѩ и истинбнаѩ пастыря; окова чюдодѣинаѩ и достохвальнаѩ… гроба, рада бывъша чьстьнаѩ родителѩ, два кнѧзѧ Половѣцкаѩ Соутоевича Котѧнь и Самогоуръ поткоста на пѣшьцѣ и оубьена быста еонѧ под ними;
  2. Жіночій і середній рід: нозѣ тихо стоупаюшти а оумньнѣи; приимъши телечи ваю чьстьнѣи; волочахоу чьстьнѣи рацѣ; обѧ чистѣи нозѣ; очи ѩснѣи.
2. У родовім і місцевім відмінку членні прикметники мали закінчення -ую (-ою), -юю (-ею): ωт чюжюю роуку; ωт безаконьною ѥго роукоу; до ωкоуѥть сребръмь и золотъмь стѣи рацѣ чьстьною и стою хвоу мчикоу.
3. У давальнім і оруднім відмінку членні прикметники мали закінчення -ыма, -има: прѣславныма оучителема; иди къ женама сима дьрьзыма же и вѣрьныима; разоумьныма оушима.

Джерела не дають досить підстав, щоб твердити про те, що форми двоїни родового-місцевого відмінку -ую, -юю були ознакою живого мовлення. Замість них частіше вживали -ою, -ею.

##### Ступені порівняння
| Відмінок  | —           | —           | —           | Вужчий  | Вужчий    | Вужчий    |
| Відмінок  | Ч.р.        | Ж. і с.р.   | Ж. і с.р.   | Ч.р.    | Ж. і с.р. | Ж. і с.р. |
| --------- | ----------- | ----------- | ----------- | ------- | --------- | --------- |
| Н. Зн. К. | мъножаиша   | мъножаиши   | мъножаиши   | ужьшѩ   | ужьши     | ужьши     |
| Р. М.     | мъножаишоу  | мъножаишоу  | мъножаишоу  | ужьшю   | ужьшю     | ужьшю     |
| Д. Ор.    | мъножаишєма | мъножаишєма | мъножаишама | ужьшема | ужьшема   | ужьшѩма   |

#### Числівник
Числівники два/оба відмінювалися тільки у формі двоїні. Згодом під впливом мови російської (де два стає формою середнього роду вже з XIII віку) та польської форма чоловічого роду два витіснила давню форму середнього роду дві: два відра, два вікна, два літа — замість раніших дві відрі, дві вікні, дві літі. Форму два, як форму роду середнього, знаходимо здебільшого в письменстві; у фольклорних записах і в мові людовій вона дуже рідка. У зв'язку із загальною втратою форм двоїни множина її заміняла, причому на українському ґрунті давня основа родового-місцевого відмінка дъво > дво збереглася, а за аналогією до трьхъ, четырьхъ (давній місцевий, що згодом витіснив родовий: трии/трьи і четырь) з'явилася флексія -хъ: дъвохъ > двох. В українській мові залишками родового-місцевого відмінка двоїни слів два, три і оба є, відповідно, прикметники двоюрідний і троюрідний, а також обоюдний, де двою, трою і обою — це родовий-місцевий відмінок двоїни.
Відмінювання два, оба, десять, сто, тисяча:
| Відмінок  | Рід           | Рід                    | Десять   | Сто    | Тисяча   |
| Відмінок  | Чоловічий рід | Жіночий і середній рід | Десять   | Сто    | Тисяча   |
| --------- | ------------- | ---------------------- | -------- | ------ | -------- |
| Н. Зн. К. | дъва, оба     | дъвѣ, обѣ              | десѩтѣ   | сътѣ   | тысѩчи   |
| Р. М.     | дьвою, обою   | дьвою, обою            | десѩту   | съту   | тысѩчу   |
| Д. Ор.    | дъвѣма, обѣма | дъвѣма, обѣма          | десѩтьма | сътома | тысѩчѩма |

##### Дієслово
У мові давніх слов'ян найдавнішої доби форм двоїни вживали або при підметі у формі двоїни, або при двох однорідних предметах, кожен з яких був в однині. У 1-ій особі пам'ятки засвідчують лише дві форми: на -вѣ і на -ва (нижче приклади). У 2-ій і 3-ій вони збігалися, тому була одна форма: на -та (нижче приклади). Пам'ятки XIII—XIV ст. дають уже чимало прикладів заміни множиною двоїни. Наприклад: двѣ птицѣ продаються (замість продаєта сѧ). У XIV—XV ст. лише тричі знаходимо вживання двоїни: дала єсва, цѣлуєва та исправива.

##### Теперішній час
У формах двоїни теперішнього часу дієслова відмінювалися так:
| Клас  | І      | І      | ІІ      | ІІ      | ІІ       | III    | III    | IV      | IV     |
| Особа | Нести  | Ректи  | Сохнути | Стати   | Двигнути | Знати  | Тішити | Хвалити | Молити |
| ----- | ------ | ------ | ------- | ------- | -------- | ------ | ------ | ------- | ------ |
| 1     | несевѣ | речевѣ | съхневѣ | станевѣ | двигневѣ | знаевѣ | тешевѣ | хваливѣ | моливѣ |
| 2     | несета | речета | съхнета | станета | двигнета | знаета | тешета | хвалита | молита |
| 3     | несета | речета | съхнета | станета | двигнета | знаета | тешета | хвалита | молита |

Нетематичні дієслова (V клас):
| Особа | Бути | Імати | Вісти | Їсти | Дати  |
| ----- | ---- | ----- | ----- | ---- | ----- |
| 1     | есвѣ | имавѣ | вѣвѣ  | ѣвѣ  | давѣ  |
| 2     | еста | имата | вѣста | ѣста | даста |
| 3     | еста | имата | вѣста | ѣста | даста |

##### Минулий час
Форми двоїни дієслів минулих часів:

###### Аорист
Сигматичний аорист
| Особа | Нести    | Сати    | Знати   | Ходити   | Бути   |
| ----- | -------- | ------- | ------- | -------- | ------ |
| 1     | несоховѣ | стаховѣ | знаховѣ | ходиховѣ | быховѣ |
| 2     | несоста  | стаста  | знаста  | ходиста  | быста  |
| 3     | несоста  | стаста  | знаста  | ходиста  | быста  |

Простий аорист
| Особа | Падати | Іти   | Могти  | Гаснути |
| ----- | ------ | ----- | ------ | ------- |
| 1     | падовѣ | идовѣ | моговѣ | ѹгасовѣ |
| 2     | падета | идета | можета | ѹгасета |
| 3     | падете | идете | можете | ѹгасете |

Як бачимо, у простім аористі форми двоїни у 2 та 3 особі різняться, на відміну від усього іншого.

###### Імперфект
Імперфект (найдавніші форми):
| Особа | Звати     | Нести     | Хвалити    | Бути    |
| ----- | --------- | --------- | ---------- | ------- |
| 1     | зъвааховѣ | несѣаховѣ | хвалѣаховѣ | бѣаховѣ |
| 2     | зъваашета | несѣашета | хвалѣашета | бѣашета |
| 3     | зъваашета | несѣашета | хвалѣашета | бѣашета |

Імперфект:
| Особа | Нести           | Звати           | Нести           | Хвалити          | Бути         |
| ----- | --------------- | --------------- | --------------- | ---------------- | ------------ |
| 1     | несѧховѣ        | зъваховѣ        | несяховѣ        | хваляховѣ        | бяховѣ       |
| 2     | несѧста (-шета) | зъваста (-шета) | несяста (-шета) | хваляста (-шета) | бяста (-шета |
| 3     | несѧста (-шета) | зъваста (-шета) | несяста (-шета) | хваляста (-шета) | бяста (-шета |

###### Перфект
Простий минулий час утворювали, поєднуючи форми дієслова быти у теперішнім часі з відповідними формами дієслів:
| Особа | Бути | Рід    | Рід       |
| Особа | Бути | Ч.р.   | Ж. і с.р. |
| ----- | ---- | ------ | --------- |
| 1     | єсвѣ | ходила | ходилѣ    |
| 2     | єста | ходила | ходилѣ    |
| 3     | єста | ходила | ходилѣ    |

###### Плюсквамперфект
Так само утворювали і давньоминулий час, але замість форм быти у теперішнім часі його використовували в імперфекті.
Плюсквамперфект (найдавніші форми):
| Особа | Бути    | Рід    | Рід       |
| Особа | Бути    | Ч.р.   | Ж. і с.р. |
| ----- | ------- | ------ | --------- |
| 1     | бѣаховѣ | ходила | ходилѣ    |
| 2     | бѣашета | ходила | ходилѣ    |
| 3     | бѣашета | ходила | ходилѣ    |

Плюсквамперфект:
| Особа | Бути   | Рід    | Рід       |
| Особа | Бути   | Ч.р.   | Ж. і с.р. |
| ----- | ------ | ------ | --------- |
| 1     | бяховѣ | ходила | ходилѣ    |
| 2     | бяста  | ходила | ходилѣ    |
| 3     | бяста  | ходила | ходилѣ    |

##### Майбутній час
Форми двоїни майбутніх часів:

###### Складені форми
| Особа | Стати          | Імати        |
| ----- | -------------- | ------------ |
| 1     | станевѣ ходити | ходити имевѣ |
| 2     | станета ходити | ходити имета |
| 3     | станета ходити | ходити имета |

###### Передмайбутній час
| Особа | Бути   | Рід    | Рід       |
| Особа | Бути   | Ч.р.   | Ж. і с.р. |
| ----- | ------ | ------ | --------- |
| 1     | будевѣ | ходила | ходилѣ    |
| 2     | будета | ходила | ходилѣ    |
| 3     | будета | ходила | ходилѣ    |

##### Умовний спосіб
| Особа | Бути   | Рід    | Рід       |
| Особа | Бути   | Ч.р.   | Ж. і с.р. |
| ----- | ------ | ------ | --------- |
| 1     | быховѣ | ходила | ходилѣ    |
| 2     | быста  | ходила | ходилѣ    |
| 3     | быста  | ходила | ходилѣ    |

##### Наказовий спосіб
У давньоруській мові у дієсловах І та ІІ класу в наказовім способі в корені замість е з'являється ѣ, порівнюючи відповідні дієслова з формами у теперішнім часі. У дієсловах III (замість е) та IV класу — так само з'являється ѣ. Ситуація нетематичних дієслів відносно схожа на попередні класи.
Наказовий спосіб двоїни:
| Клас  | I      | I      | II      | II      | II       | III    | III    | III    | IV      | IV      | IV     |
| Особа | Нести  | Ректи  | Сохнути | Стати   | Двигнути | Знати  | Писати | Тішити | Хвалити | Купити  | Молити |
| ----- | ------ | ------ | ------- | ------- | -------- | ------ | ------ | ------ | ------- | ------- | ------ |
| 1     | несѣвѣ | речѣвѣ | съхнѣвѣ | станѣвѣ | двигнѣвѣ | знаивѣ | пишивѣ | тешивѣ | хваливѣ | коупивѣ | моливѣ |
| 2     | несѣта | речѣта | съхнѣта | станѣта | двигнѣта | знаита | пишита | тешита | хвалита | коупита | молита |

Нетематичні дієслова (V клас):
| Особа | Бути   | Імати  | Вісти | Їсти  | Дати   | Видіти |
| ----- | ------ | ------ | ----- | ----- | ------ | ------ |
| 1     | бѫдѣвѣ | имѣвѣ  | вѣвѣ  | ѣдивѣ | дадивѣ | видивѣ |
| 2     | бѫдѣта | имѣита | вѣста | ѣдита | даита  | видита |

Як бачимо, у 3 особі якоїсь особливої форми дієслова у наказовім способі немає. Проте існувала певна конструкція і для 3-ї особи, а саме: поєднання частки да з формою двоїни дієслова у 3-й особі. Наприклад: да несета(е), да молита(е) тощо.

#### Дієприкметник
Як уже відомо, давньоруська мова знала активні та пасивні дієприкметники теперішнього та минулого часу. У давнину вони у двоїні відмінювалися так:
| Тип       | Активні дієприкметники | Активні дієприкметники | Активні дієприкметники | Активні дієприкметники | Активні дієприкметники | Активні дієприкметники | Активні дієприкметники | Активні дієприкметники | Активні дієприкметники | Пасивні дієприкметникі | Пасивні дієприкметникі | Пасивні дієприкметникі | Пасивні дієприкметникі | Пасивні дієприкметникі | Пасивні дієприкметникі |
| Тип       | Теперішнього часу      | Теперішнього часу      | Теперішнього часу      | Теперішнього часу      | Теперішнього часу      | Теперішнього часу      | Минулого часу          | Минулого часу          | Минулого часу          | Теперішнього часу      | Теперішнього часу      | Теперішнього часу      | Минулого часу          | Минулого часу          | Минулого часу          |
| Відмінок  | Ч.р.                   | С.р.                   | Ж.р.                   | Ч.р.                   | С.р.                   | Ж.р.                   | Ч.р.                   | С.р.                   | Ж.р.                   | Ч.р.                   | С.р.                   | Ж.р.                   | Ч.р.                   | С.р.                   | Ж.р.                   |
| --------- | ---------------------- | ---------------------- | ---------------------- | ---------------------- | ---------------------- | ---------------------- | ---------------------- | ---------------------- | ---------------------- | ---------------------- | ---------------------- | ---------------------- | ---------------------- | ---------------------- | ---------------------- |
| Н. Зн. К. | ведоуча                | ведоучи                | ведоучи                | несоуча                | несоучи                | несоучи                | несъша                 | несъши                 | несъши                 | несома                 | несомѣ                 | несомѣ                 | несена                 | несенѣ                 | несенѣ                 |
| Р. М.     | ведоучоу               | ведоучоу               | ведоучоу               | несоучоу               | несоучоу               | несоучоу               | несъшоу                | несъшоу                | несъшоу                | несомоу                | несомоу                | несомоу                | несеноу                | несеноу                | несеноу                |
| Д. Ор.    | ведоучема              | ведоучема              | ведоучама              | несоучема              | несоучема              | несоучама              | несъшема               | несъшема               | несъшама               | несомома               | несомома               | несомама               | несенома               | несенома               | несенама               |

#### Прислівник
У певних прислівниках, що походять від іменників, і досі зустрічаємо форму з -ма — колишнім закінченням давального-орудного відмінка двоїни: ницьма, жартома, лежма, крадькомá, поворíтьма, притьма, дармá, задáрма, тайкомá, кружкома, сторчмá, бігма, стойма, ретьма, нехітьма, совма, лігма, ліжма, рітьма, токма, швидкома, крачкома, плазма, недолежма, мелькома тощо.

### ХІХ—ХХ століття
На початку XX ст. граматики української мови ще відбивали тенденцію утримувати тричленну парадигму категорії числа. На думку М. Гладкого, флексії двоїни повністю збереглись у жіночім і середнім роді (-і), частково у чоловічім (-а/-и). А. Штефан і М.  назвали іменники, що їх уживали лиш у формі двоїни (іменники без однини): сани, вуста, граблі, окуляри, ворота, вила тощо, хоч зараз такі слова належать до pluralia tantum. І усно, і на письмі двоїну та множину вживали здебільшого паралельно. Це фіксували й граматичні праці, зокрема ціла низка галицьких граматик XIX століття, включно з нормативною С. Смаль-Стоцького (1893), а також написаних наддніпрянцями — П. Залозним (1906), Є. Тимченком (1907), А. Кримським (1907). Велику увагу формам двоїни приділено в курсі української мови І. Огієнка (1918) та наступних його працях. Двоїну як невід'ємний складник літературної мови характеризує у своїй ґрунтовній граматиці В. Сімович (1921):
У відміні імен відріжняємо три числа: 1. однину… 2. двійню… 3. множину.
Те саме бачимо в граматиці М. Левицького (1923). Не погоджуючись із заміною двоїни на множину, цей же автор у мовнім порадникові «Паки й паки» (1920) категорично твердить, що ті з мовців, які кажуть дві ноги, дві руки замість дві нозі, дві руці просто «калічать наші слова на московський штиб». Уживати завжди двоїну наголошував був пізніше С. Смеречинський.
1924 року виходять «Уваги до сучасної української літературної мови» О. Курило, де авторка наголошує на тому, що «при числівниках називного-знахідного відмінку дві, три, чотири українська мова широко, трохи не по всіх своїх говірках, зберігає давні форми двійного числа від речівників жіночого та ніякого роду», хоча таке явище знають здебільшого західні говори, однак і там є певні розбіжності: і три трисці, і три тріски. Зокрема, у множині у зворотах із тими самими числівниками знахідний відмінок більше схожий на називний, аніж на родовий: маючи по два, по три сини; мав три сини (а не трьох синів); два ляшки полюбила; ой маю я два служеньки (а не двох служеньків) тощо. З огляду на це, можна сказати, що двоїна сильно вплинула на множину, прирівнявши в ній називний (=кличний) зі знахідним відмінком (як у двоїні).
Фігурувала двоїна і в граматиках другої половини 1920-х — початку 1930-х років, зокрема в найчастіше видаваному тоді «практично-теоретичному курсі» П. Горецького й І. Шалі (1926—1929, 7-ме вид.).
Те, що двоїна жила була серед народу, доводять приклади з тогочасної літератури:
|  | «Іншу притчу Він їм розповів: «Царство Небесне подібне до ро'зчини, що її бере жінка і кладе на три мірі борошна, аж поки все вкисне» (Мт. 13:33). «І, звелівши натовпові посідати на траві, Він узяв п'ятеро хліба й дві рибі, споглянув на небо, поблагословив й поламав ті хліби і дав учням, а учні народові» (Мт. 14:19). І. Огієнко, «Біблія» «Ой чи диво, чи не диво: Завойовали дівки дві місті, Молодиці дві селі…» З. Доленґа-Ходаковський «Одна біда — не біда; от коли дві бабі або три разом біді» «Багатий, маю дві стодолі: в одній мак, а вдругій так» «Дві бабі торг, а три — ярмалка» М. Номис «Коли йде дві струнких дівчині — ще й мак червоний в косах — десь далеко! молоді планети!.. Дві дівчині» П. Тичина, «Ритм» «Було дві годині дня…» В. Підмогильний «І дві косі на рукаві» Т. Осьмачка «Дві слові про наукове татарське письменство», «…В кожнім разі можна говорити не менше як про три групі [татарських говірок]» А. Кримський «…Мужичий вбір, на босих нозіх рани…» М. Старицький |

Двоїну також використовува Юрій Федькович.
Граматично двоїна мала такі словоформи:
- іменники жіночого та середнього роду в називнім і знахіднім відмінку дістають закінчення -і: дві стіні́, обидві коро́ві, три доро́зі, чотири кни́жці.
- деякі іменники на означення парних понять мають форму двоїни і в орудному відмінку: бровима (і бровами), грудима (і грудьми), дверима, очима, плечима, ушима (і вухами); це стосується й низки числівників: двома, трьома, чотирма, стома тощо.
- у місцевім відмінку форми двоїни можуть утворюватися від слів око (на очу) і вухо (на вушу): «Мигтить ув очу, мов проміння» (Ганна Барвінок); «Зачинилися двері за мною, і стало мені темно в очу і на душі» (О. Довженко); «…з отерпом у пучках і сльозами в очу» (О. Забужко); «Аж лящить в вушу вже в мене від їх крику» (П. Куліш).
- іменники чоловічого роду дотепер, загалом, сливе втратили закінчення двоїни -а (-я): два сина, три хлопця, за винятком кількох слів: ву́са, рука́ва, повода́.
- надалі лишається акцентуаційне розрізнення двоїни і множини: два бра́ти — всі брати́. (Про це активно писав був І. Огієнко: «Усі іменники, з'єднуючись із числівниками два, три, чотири, зберігають у нас стародавній наголос двоїни (dualis), що завжди однаковий із наголосом родового однини і відмінний від наголосу множини… Це стародавній притаманний наголос, який тут має виразне функційне значення»[33]).
- акцентуальне розрізнення повністю виявляється щодо прізвищ: на тому кутку живуть самі Соломахи́ (Охріменки́) і пішли два (три, чотири, обидва) бра́ти (чоловік і жінка) Солома́хи (Охрі́менки). Згідно із заувагами, вміщеними у «Довіднику українських прізвищ» Юліана Редька[34], форма множини, що позначає назву роду, має наголос на останнім складі (на відміну від форми двоїни, що позначає декількох представників роду). Наприклад: Ґалаґани́ (рід), Петро і Гнат Ґалаґа́ни (двоє людей).

Правописна реформа 1933 року, яку здійснили в атмосфері «боротьби з націоналізмом на мовному фронті», розгортаючи репресії, двоїну поряд із літерою ґ і цілою низкою інших питомих рис української мови було заборонено. Андрій Хвиля — тоді заступник наркома освіти УСРР — так описує мету цієї реформи: «…Наркомос України розгорнув роботу в справі ліквідації націоналістичного засмічення мовного фронту України…», «у граматиці ліквідовано…», «ліквідовано архаїчні форми та провінціалізми…», «ліквідовано паралельні форми…». А так пояснює мотиви правописних новацій:
За старим українським правописом в українську мову вносилася низка архаїчних форм та провінціалізмів, які відривали українську літературну мову від живої української мови і вбивали клин між українською та російською мовами. Треба було говорити й писати „дві книзі“, „три вербі“, „три квітці“ тощо. Комісія визнала за потрібне скасувати таку форму в українській літературній мові, і зараз уже не будемо писати й казати „дві слові“, а будемо писати „два слова“, не будемо писати й казати „дві відрі“, а „два відра“.
Двоїну заборонили навіть для наукового розгляду. Що вже навіть казати про те, що 1934 року звільнили з університету через лекцію про двоїну М. Сулиму. Тим часом у часописі «Рідна мова» й граматиці «Рідне слово» І. Огієнко її жваво популяризував у Польщі. Одначе ще 1937 року вийшла друком стаття Л. Рак про село Кодня, що на Житомирщині, де авторка зазначає таке: «Форму двоїни вживають паралельно з формою множини. Важко встановити, яка з них переважає».
Оскільки захід України того часу ще не належав Радянському Союзу, там було більше можливостей зберегти питомі риси української мови, зокрема двоїну, яку там уживають. Наприклад, у мовленні С. Бандери засвідчено паралельне вживання двоїни та множини: рамці, у рамцях, організаційні рамці, загальні структурні рамки.

У 1958 році виходить друком третя книжка «Української малої енциклопедії» Є. Онацького, де він зазначає:
…літературна мова все більше, особливо під впливом московської, яка двоїни не має, цю характерну особливість української мови втрачає, заступаючи її формами множини…Коли хтось у нас вживає родовий відмнок одини, замість двоїни як от: два сина, три стовпа — знаходиться явно під асиміляційним впливом москалів… Слова чоловік, люди, невільник після всіх числівників можуть мати давню форму двоїни — сім чоловіка, сто люда і т.д… У підсовєтській Україні послідовно й систематично двоїни в українській мові не вживається, щоб наблизити її до московської мови».
Колишній статус двоїна зберегла тільки у мові української діаспори, яка користувалася винятково харківським правописом.

Ліквідувана в літературній мові, двоїна тривалий час зберігалася в народному мовленні. У пізніших працях згадається про її існування в багатьох діалектах, наприклад, у наддністрянськім говорі у 1950-х роках двоїну добре зберігають іменники жіночого й середнього роду: 
| - дві нозі, мн. ноги - дві березі, мн. берези - дві вівци, мн. вівці - дві бабці, мн. бабки - дві дішці, мн. дішки - дві дочці, мн. дочки | - дві літрі, мн. літри - дві сестрі, мн. сестри - дві руці, мн. руки - дві корові, мн. корови - дві полици, мн. полиці - дві черешни, мн. черешні | - дві долони, мн. долоні - дві яйци, мн. яйця - дві видрі, мн. ведра - дві варитені, мн. варитена - дві слові, але слова - два серці, мн. серця |

Схожа ситуація і на Черкащині, де окремі форми двоїни у 1950-х роках теж є широко вживаними: дві хустці, дві вербі, дві нозі, дві калині, дві сестрі, три корові, три хаті, дві кімнаті, але множина поступово її витісняє.
Як зазначає С. Бевзенко у своїй «Діалектології» 1980 року, категорія числа в українській діалектній мові полягає в розрізненні двох числових форм — однини і множини. Проте в різних діалектах збереглися також більше чи менше двоїнні форми. Певні залишки двоїни в усіх діалектах відбиваються в наявності флексій -ома, -има, -ома, -єма, -ема, -іма, -ма, -мами, (та найчастіше саме в південно-західних говорах). Наприклад: із псома, зубома, баранома, братома, тілома, ножома, дньома, польома, вишньома, плечима, грошима, пальцима, очима, вошима, ключима, курима, дверима, грушима, пальцєма, яйцєма, ковалєма, землєма, вівцєма, мужема, хлопціма, госціма, кіньма, дітьма, кіньмами, кіньмима, тощо. Тільки на заході подибуємо двоїну у прикметниках: великима, червонима, синіма тощо, і серед займенників: нима, тима, сама, моїма, своїма тощо. Відчутніші залишки двоїни в різних українських діалектах маємо в називнім відмінку від деяких іменників жіночого і середнього роду: дві, три, чотири руці, нозі, вербі, корові, літрі, вікні, відрі, слові, кілі, бабі, годині, бабці, березі, хустці, версті, калині, копі, дорозі тощо.

#### Скрипниківка
Нормативний характер двоїни (хоч про неї саму і не згадано) в літературній мові закріпив український правопис 1929 року:
- З числівниками два, оби́два, три й чоти́ри іменники чоловічого роду мають закінчення назовного множини (а не родового), себто -и, -і (-Ї), а не -а, -я: два сини, три брати, обидва стовпи, чотири вчителі, голуби, товариші, школярі, гаї…
- Іменники жіночого роду тверді з числівниками дві, оби́дві, три, чоти́ри можуть мати закінчення -і (як м'які), при чім г, к, х перед -і змінюється на з, ц, с обов'язково з таким наголосом, як у родовому відмінку однини того слова: дві кни́зі, три вербі́, ха́ті, руці́, три кві́тці, пі́сні, чоти́ри норі́ і т.ін.

Але замість таких форм твердих іменників жіночого роду звичайно уживаються форми з -и, особливо після г, к, х: дві кві́тки, три руки́, кни́ги, чотири бо́чки…
- Іменники ніякого роду тверді на -о при числівниках дві, оби́дві, три, чоти́ри іноді мають закінчення -і з таким наголосом, як у родовому відмінку однини: дві відрі́, дві сло́ві, три я́блуці, чотири вікні́ і т. ін., але звичайно дво́є відер, два відра́.
- Прикметники у таких словосполученнях уживаються у формах назовного відмінку множини: два високі дуби, три крайні хати і т. ін.[42]

### Сьогодення
Залишки іменникових двоїнних форм, тотожних із архаїчними, що їх не успадкувала літературна мова, досі зберігає народньорозмовна традиція. Деякі письменники й досі використовують її у своїх творах, як от: Петро Кралюк, О. Забужко.

Тепер в українській мові двоїна зберігається в діалектах, цю граматичну форму також можна знайти у текстах українських письменників-класиків. Найпоширеніші слова, які відносно часто вживались у двоїні, подано нижче. У сучаснім літературнім варіанті вживано множину, але наголос збережено від форми двоїни:
| - дві руки → дві руці́ - (в) обі руки → (в) обі ру́ці - дві ноги → дві нозі́ - дві книги → дві кни́зі - дві хати → дві ха́ті - дві риби → дві ри́бі - дві квітки → дві кві́тці - дві дороги → дві доро́зі - двоє поросят → дві порося́ті | - дві мухи → дві му́сі - два слова → дві сло́ві - два відра → дві відрі́ - два яблука → дві я́блуці - два вікна → дві вікні́ - два моря → дві мо́рі - два колеса → дві ко́лесі - дві нори → дві норі́ - двоє телят → дві теля́ті | - дві години → дві годи́ні - дві кози → дві козі́ - дві дівчини → дві ді́вчині - дві баби → дві ба́бі - в (обидвох) очах → в о́чу - в (обидвох) вухах → у ву́шу - в (обидвох) плечах → у плéчу - два рукави́ → два рука́ва - два по́води → два повода́ |

Тепер в українській мові лише два слова повністю зберегли двоїну: око та вухо.
| Відмінок | Око   | Вухо   |
| -------- | ----- | ------ |
| Н.-З.-К. | очі   | вуші   |
| Р.-М.    | очу   | вушу   |
| Д.-О.    | очима | вушима |

## Двоїна у слов'янських мовах
Ця граматична категорія найкраще збереглася досі тільки у лужицьких, і в словенській, а також у чакавському діалекті хорватської. В інших слов'янських мовах праслов'янські форми двоїни майже зникли.

### Приклади

#### Словенська мова

##### Іменник
У сучасній словенській мові, на відміну від праслов'янської, парадигму двоїни складають чотири відмінкових форми: зникла давня форма родово-місцевого відмінка, яку замінили форми родового-місцевого множини. У таблиці наведено приклади двоїни для слів volk («вовк»), roka («рука») і mésto («місце», «місто»).
|           | Називний — Знахідний — Кличний | Родовий | Давальний — Орудний | Місцевий |
| --------- | ------------------------------ | ------- | ------------------- | -------- |
| Чоловічий | volkova                        | volkôv  | volkôvoma           | volkôvih |
| Жіночий   | rôki                           | rôk     | rokama              | rokah    |
| Середній  | mésti                          | mést    | méstoma             | méstih   |

##### Займенник
| Особа | Особа     | Називний                            | Родовий-Знахідний-Місцевий | Давальний-Орудний |
| ----- | --------- | ----------------------------------- | -------------------------- | ----------------- |
| 1     | ми двоє   | mídva (чол.), médve (жін.)          | náju, naju                 | náma, nama        |
| 2     | ви двоє   | vídva (чол.), védve (жін.)          | váju, vaju                 | váma, vama        |
| 3     | вони двоє | ônadva (чол.), ônidve (жін. і сер.) | njíju, ju / njìh, jih      | njíma, jima       |

Як бачимо, у словенській мові не збереглися давні форми займенників у називнім відмінку двоїни. Ті, що є зараз, є наслідком злиття давніших форм множини з числівником два.

##### Прикметник
| Відмінок           | Чоловічий рід | Жіночій та середній рід |
| ------------------ | ------------- | ----------------------- |
| Називний-Знахідний | nôva          | nôvi                    |
| Родовий-Місцевий   | nôvih         | nôvih                   |
| Давальний-Орудний  | nôvima        | nôvima                  |

##### Числівник
| Відмінок           | Відмінок           | Чоловічий рід | Жіночій та середній рід |
| ------------------ | ------------------ | ------------- | ----------------------- |
| Називний-Знахідний | Називний-Знахідний | dvá           | dvé                     |
| Родовий-Місцевий   | Родовий-Місцевий   | dvéh          | dvéh                    |
| Давальний-Орудний  | Давальний-Орудний  | dvéma         | dvéma                   |

##### Дієслово
Проте на відміну від української словенська мова зберегла дієслова у формі двоїни. Нижче наведено відмінювання дієслів у теперішньому часі delati («робити»), govoriti («говорити»), imeti («мати»), jesti («їсти»), biti («бути»), а також в інших часах.
| Теперішній час | Теперішній час | Теперішній час | Теперішній час | Теперішній час | Теперішній час | Минулий час | Минулий час | Минулий час | Давноминулий час | Давноминулий час | Давноминулий час | Майбутній час | Майбутній час | Майбутній час |
| Особа          | delati         | govoriti       | imeti          | jesti          | biti           | Особа       | Ч.р.        | Ж.р. і с.р. | Особа            | Ч.р.             | Ж.р. і с.р.      | Особа         | Ч.р.          | Ж.р. і с.р.   |
| 1              | délava         | govoríva       | imáva          | jéva           | svà            | 1           | sva delala  | sva delali  | 1                | sva bila delala  | sva bili delali  | 1             | bova delala   | bova delali   |
| 2              | délata         | govoríta       | imáta          | jésta          | stà            | 2           | sta delala  | sta delali  | 2                | sta bila delala  | sta bili delali  | 2             | bosta delala  | bosta delali  |
| 3              | délata         | govoríta       | imáta          | jésta          | stà            | 3           | sta delala  | sta delali  | 3                | sta bila delala  | sta bili delali  | 3             | bosta delala  | bosta delali  |

#### Російська мова
У російській мові безсумнівне руйнування двоїни (рос. двойственное число) відбивається в пам'ятках починаючи з XIII ст. Під впливом церковнослов'янської мови зберігся прислівниковій вираз воочию («на власні очі»/«перед очима», пор. укр. увіччю), що сходить до старого поєднання прийменника з місцевим відмінком двоїни слова очи. До старої форми давально-орудного відмінка сходить поширена в частині північноросійських говорів форма орудного відмінка множини з закінченням на -ма, головним чином у займенників і прикметників, але в частині говірок — і в іменників, наприклад: за покýпкима, за ýткима, с ногама, c рукама, палкама, плотáма, с имá «з ними двома», крáсныма пятнама. Рідко закінчення на -ма використовується і для утворення давального відмінка, наприклад: по колинима «по колінах». У певних північноросійських говірках і досі берігається стара тверда форма на -ма, наприклад: передныма, нима, над родительма, воротма, верныма, ребятма, своима, медвяныма тощо. У колишнім давальнім-оруднім відмінку двоїни -м- пом'якшилося (-мя замість -ма) через уплив форм орудного відмінку множини, яке мало закінчення на -ми, проте голосний а зберігся. Закінчення форм двоїни -мя також зберіглось у прислівниках, наприклад: весьма, ревмя, ливмя, летмя, дрожмя, ругмя, кричмя, торчмя, плашмя, стоймя тощо. Мусимо згадати про слово полма (і полмя або поломя), яке являє собою форму давального-орудного відмінку двоїни слова полъ (половина), цебто «на дві половині» (рос. пополам, укр. навпіл). У деяких прислів'ях зберігаються також форми двоїни: сидит воробей на тыне, надеется на крыле (знахідний двоїни). У літературній мові залишками двоїни є двести (замість два ста) і двенадцать.
Залишком двоїни є закінчення -а в іменниках чоловічого роду з основами на *-ŏ у сполученнях із числівником два (два брата, два стола, два города тощо), яке потім стало сприйматися як закінчення родового однини і перейшло за аналогією на слова колишнього типу на *-ŭ (два сына) і сполучення з числівниками три, четыре (три брата, три сына, четыре стола), витіснивши давні конструкції з формами множини. О. Потебня зазначав, що в іменниках, де у родовім відмінку однини збережено наголос на першім складі, збережено цей наголос у двоїні: оба глАза, бЕрега, рОга (але глазА, берегА, рогА — уже множина). Такі слова використовувалися частіше, тому вони витіснили форми множини. Деякі іменники у середнім роді залишилися лиш у формі двоїни, наприклад: плечи замість плеча, колени замість колена, бока замість боки (хоч і нині існує вислів «упереть руки в боки»). У діалектах російської мови, ближчих до українських говорів, можна спостерігати форми двоїни у жіночім роді, наприклад: две, три, четыре сосе (від соха).
Залишки ж родового-місцевого відмінка має числівник два у вигляді дву у складних словах на зразок двуногий, двурогий, двуликий, двустволка тощо, де збереглося закінчення -у. Проте істинна форма двоїни числівника два, двою збереглася у певних теж складних прикметниках на зразок двоюродный, троюродный, обоюдный, обоюдоострый тощо. «Скам'янілою» формою двоїни є сучасний прийменник «между». За походженням це є місцевий відмінок двоїни від іменника «межда» (старослов'янський відповідник східнослов'янському «межа»).

#### Білоруська мова
Наразі в білоруській мові є тільки деякі залишки двоїни (біл. парны лік), які навіть закріплено в літературній мові (пор. оба, абодва, абедзве, дзвесце, дзвярыма, вачыма). Чоловічий рід давно загубив свою кінцівку -а, її заступило -ы: два грошы, три разы, три годы, два браты. Жіночій рід і досі є на півдні Білорусі: дзьве назе, дзве жане, руцэ, сасе. Форми двоїни (замість множини) числа зберегли назви деяких парних предметів: вочы, плечы, калены, вушы. До неї ж входять форми квазі-називного відмінка множини (насправді називного-знахідного-кличного чоловічого двоїни) з числівниками: два кані, а також тры, чатыры кані, форми непрямих відмінків числівника два: дво-х, дво-м, дво-ма, де дво- є родовий-місцевий відмінок двоїни, ускладнений закінченнями займенників за типом ти-х, ти-м тощо.
Числівник два в основному, як і в усіх давніх слов'янських мовах, довго зберігав відмінювання у двоїні, до того ж форма два стосувалася слів чоловічого роду, а двѣ — жіночого і ніякого. Письменні пам'ятки відображають усі ті загальні зміни, які відбулися в старобілоруську добу. У називному й знахідному відмінку іменників з числівникома два, обадва уже застосовували винятково у формі множини: Иоанъ и Θома, оба мнихи и презвитеры; идЂже еста два или трие събрани; были тежъ тамъ два владыкове. Двоїна збереглася тільки в поєднанні займенника два з іменниками середнього роду: то естъ черезъ двЂ лЂтЂ. Найчастіше подібні форми зустрічаються у виданнях Скорини, Будного, Тяпинського тощо. Прикметно, що навіть зараз ближче до українських говорів деякі говори Гродненської, Брестської, півдня Мінської і Гомельської областей у називному-знахідному відмінку жіночого й середнього роду і надалі зберігають форми типу дзве акне, дзве сцяне, дзве хаці. Більш помітні зміни в давнину відбулися в родовому відмінку, де замість давньої форми двою застосовується нова з основою дву-, утворена під упливом відповідного відмінка числівників тры і чатыры: жывотъ (повЂда) изъ жывота есть Сынъ а Духъ Светый изъ обудвухъ; и одъ васъ двухъ; папа послалъ до Царогороду двухъ епископовъ. Це утворення (двух) має значення норми, хоча одночасно зустрічається і стара форма, утворена від основи дво-: от преславныхъ двохъ апостоловъ. Давальний відмінок зберіг стару, притаманну старобілоруській грамотності форму двЂма, однак вимагав після себе іменника множини: дамъ двЂма свЂткомъ моимъ, і навіть зараз є: дзвюма, трыма, чатырма,, де -ма — це давнє закінчення давального-орудного відмінку двоїни -ма. Інші числівники мали форму тільки множини
Тепер інколи по діалектах подибуємо рукама, плячыма.

#### Польська мова
У польській мові двоїна вийшла з ужитку в XV ст., і тепер вона її не знає — двоїну заступила множина, хоча ще у XVI—XVII ст. її використовували навіть y літературній мові, у того ж Яна Кохановського. Наприклад: dwa krola, dwa miecza, palca, dwie wojsce, lecie, dwi pokoleni, poli, oczy, uszy, synoma, rokama, oczyma, uszyma тощо. У теперішній польській залишилися тільки незначні останки двоїни. Як і в інших слов'янських мовах числівником с.р. було dwie, obie, але вже з XVII ст. його заміняє dwa, oba, хоч подекуди й досі вживається старий варіант: dwie lecie. Теж саме стосується давального-орудного відмінку, якого літературна мова майже не знає, лишилися тільки деякі останки, хоч іноді зустрічається: lasoma, rybama тощо. З родового-місцевого зовсім мало є, як і всюди, тільки ręku, dwu, obu. Без змін використовують двоїну в прислів'ях, таких як: trzy gęsi, dwie niewieście uczyniły jarmark w mieście або mądrej głowie dość dwie słowie.

#### Чеська мова
Така сама ситуація з чеською мовою, яка дотепер сливе втратила двоїну, її майже повністю заступила множина. До XVIII ст. форми двоїни ще жили в цій мові, хоча з XV потихеньку зникають: dva pany, dva brata, dva syny, dva voly, hosti, rukama, nohama. Але досі dva, oba — це числівники чоловічого роду, а dvě, obě — числівники жіночого та середнього роду (як і в болгарській, словенській та словацькій).

#### Полабська мова
Тепер уже мертва полабська мова колись теж мала двоїну. З пам'яток полабської мови видно, що чоловічий і середній рід іменників утратили форми двоїни, її заховав тільки жіночій рід, де, як і в словенській мові, родового-місцевого відмінка двоїни витіснила множина. Наприклад: rǫce — дві руки, nüʒe — дві ноги, rǫkomă — рукам, så rǫkomă — руками. У пам'ятках полабської мови знайдено тільки одну форму прикметника двоїни середнього роду в називнім-знахіднім відмінку: påu̯nă — повні. У дієсловах двоїна теж, мабуть, усюди була, проте до нас дійшов приклад тільки для 3-ї особи теперішнього часу: bijăto-să — вони обидва б'ються.
Однак у деяких полабських топонімах можна відшукати двоїну, як от у Granthien, Lütenthien, Vasenthien, Növenthien. Усі вони мають поширеного наростка -tin, який належить до розповсюджених архаїчних словотвірних формант, що позначали в праслов'янську епоху двоїну. За своїм походженням цей наросток належить до праіндоєвропейського кореня *-tana зі значенням «один із…; двоїна». Унаслідок морфологізації та подальшого перерозкладу наростка в межах основи приголосний -t- відійшов до кореня, а первісну квантитативну функцію став виконувати наросток *-in (із іє. *-na). Маємо зазначити, що цей же наросток *-in позначав імена жіночого роду в слов'янських мовах.

### Релікти
В усіх слов'янських мовах парадигма числівника «два» зберегла ознаки двоїни, що можна бачити з таблиці:
| мова             | Називний-Знахідний-Кличний         | Родовий-Місцевий                           | Давальний                                  | Орудний                                    |
| ---------------- | ---------------------------------- | ------------------------------------------ | ------------------------------------------ | ------------------------------------------ |
| праслов'янська   | *dǔva (чол.) / *dǔvě (жін./сер.)   | *dǔvoju                                    | *dǔvěma                                    | *dǔvěma                                    |
| старослов'янська | дъва (чол.) / дъвѣ (жін./сер.)     | дъвою                                      | дъвѣма                                     | дъвѣма                                     |
| білоруська       | два (чол./сер.) / дзве (жін.)      | двух (чол./сер.) дзвюх (жін.)              | двум (чол./сер.) дзвюм (жін.)              | двума (чол./сер.) дзвюма (жін.)            |
| лужицька         | dwaj (чол.) / dwě (жін./сер.)      | dweju                                      | dwěmaj                                     | dwěmaj                                     |
| нижньолужицька   | dwa (чол.) / dwě (жін.сер.)        | dwejoch (чол.) dweju (жін./сер.)           | dwejom (чол.) dwěma (жін./сер.)            | dwěma                                      |
| польська         | dwa (чол./сер.) / dwie (жін.)1     | dwu / dwóch                                | dwu / dwom                                 | dwoma                                      |
| російська        | два (чол./сер.) / две (жін.)       | двух                                       | двум                                       | двумя                                      |
| сербська         | два/dva (чол./сер.) две/dve (жін.) | двају/dvaju (чол./сер.) двеју/dveju (жін.) | двома/dvoma (чол./сер.) двема/dvema (жін.) | двома/dvoma (чол./сер.) двема/dvema (жін.) |
| словацька        | dva / dve                          | dvoch                                      | dvom                                       | dvoma                                      |
| словенська       | dva (чол.) / dve (жін./сер.)       | dveh                                       | dvema                                      | dvema                                      |
| українська       | два (чол./сер.) / дві (жін.)       | двох                                       | двом                                       | двома                                      |
| хорватська       | dva (чол./сер.) / dvije (жін.)     | dvoje/dvojice (чол./сер.) dviju (жін.)     | dvama (чол./сер.) dvima/dvijema (жін.)     | dvama (чол./сер.) dvima/dvijema (жін.)     |
| чеська           | dva (чол.) / dvě (жін./сер.)       | dvou                                       | dvěma                                      | dvěma                                      |

## Двоїна у мовах світу

### Сучасні мови

#### Арабська
У сучасній арабській літературній мові, рівно як у класичній арабській, форми двоїни утворюються доданням до кореня іменника або прикметника закінчення ان («-ан») — незалежно від роду і способу утворення множини. У разі якщо слово жіночого роду закінчується на ة («та марбута»), це закінчення в двоїні замінюється на ت («та»). У формах родового або знахідного відмінків закінчення ان набуває форму ين («-айн»).
Форми двоїни мають також займенники 2-ї і 3-ї особи (у 1-ї окремі форми відсутні).
У розмовній арабській закінчення ين часто використовується не тільки в родовому і знахідному відмінках, але й в називному замість ان. У сиро-палестинському діалекті це цілком нормальне явище, наприклад, كيلوين, «кіловайн» («два кілограми»). У магрибських діалектах двоїна взагалі не вживається, а для позначення парних предметів використовують слово زوج, «зуж» (буквально — «пара»), наприклад, زوج كيلو, «зуж кілу» («пара кілограмів»), іменник при цьому стоїть у формі однини. У цілому розмовний варіант арабської має схильність до заміни форм двоїни формами множини.

#### Полінезійські мови
Як відомо, у полінезійських мовах двоїна має окремі форми тільки в займенниках. Усі інші частини мови її не мають (окрім предикативів у таїтянській).
Таїтянська мова: Займенники:
| Особа | Особа       | Особові | Присвійні | Присвійні |
| ----- | ----------- | ------- | --------- | --------- |
| 1     | інклюзивні  | taua    | to taua   | ta taua   |
| 1     | ексклюзивні | maua    | to maua   | ta maua   |
| 2     | 2           | orua    | to orua   | ta orua   |
| 3     | 3           | raua    | to raua   | ta raua   |

Taua hiopoa tana i te fare unauna tahito — Ми двоє оглянули старий палац.
To raua hinaaro — Їхнє (двох) бажання/воля.
Ta orua maia — Ваші (двох) банани.
Форми двоїни особових займенників мають давніше походження і становлять відмінну рису полінезійських мов. Вони виникли, з'єднавши прості особові займенники з числівником rua (два). Наприклад, у 1 особі: ma + rua — maua (ми двоє, екс.), у 2: ta + rua — taua (ви двоє, інк). Початковий r у слові rua випав, а голосівка, що передувала r, подовжилася.

Предикативи: Деякі з предикативів, що виражають дію, яка напрямлена на об'єкта, і кілька інших — узгоджуються з іменником — суб'єктом дії в неоднозначному числі. Форма двоїни цих предикативів утворюється, подвоюючи перший склад кореневої морфеми. Якщо предікатив має складну будову, тобто складається з приростка й кореневої морфеми, то форма двоїни також утворюється, подвоюючи перший склад саме кореневої морфеми::
| - amu (їсти) — дв.ч. aamu - ato (крити дах) — дв.ч. aato - rave (робити) — дв.ч. rarave - hiò (дивитися) — дв.ч. hihiò - imi (шукати) — дв.ч. iimi | - inu (пити) — дв.ч. iinu - tapu (різати) — дв.ч. tatapu - tunu (варити) — дв.ч. tutunu - о (копати) — дв.ч. оo - ume (таскати) — дв.ч. uum | - faàrue (покидати) — дв.ч. faàruerue - patia (колоти) — дв.ч. patiatia - haàpao (спостерігати) — дв.ч. haàpapao - taamu (прив'язувати) — дв.ч. taaamu - tamata (пробувати) — дв.ч. tamatama |

Наявність такого роду предикативів із морфологічним вираженням категорії двоїни слід розглядати як пережиток категорії числа у предикативах, що колись існувала в різних полінезійських мовах.
Самоанська мова: Займенники:
| Особа | Особа       | Особові     | Присвійні        |
| ----- | ----------- | ----------- | ---------------- |
| 1     | інклюзивні  | taua, tä    | o mäua, a mäua   |
| 1     | ексклюзивні | mäua, mä    | o täua, a täua   |
| 2     | 2           | 'oulua, lua | o oulua, a oulua |
| 3     | 3           | läua, lä    | o läua, a läua   |

Двоїна утворюється за допомогою слова lua (два), зазвичай із випаданням l, та префіксацией tä, mä, 'ou, lä — täua, mäua, 'oulua, läua.
Тонганська мова: Займенники:
| Особа | Особа       | Придієслівні |
| ----- | ----------- | ------------ |
| 1     | інклюзивні  | ma           |
| 1     | ексклюзивні | ta           |
| 2     | 2           | mo           |
| 3     | 3           | na           |

Гавайська мова: Займенники:
| Особа | Особа       | Особові | Присвійні        |
| ----- | ----------- | ------- | ---------------- |
| 1     | інклюзивні  | kaua    | o kaua, a kaua   |
| 1     | ексклюзивні | maua    | o maua, a maua   |
| 2     | 2           | ‘olua   | o ‘olua, a ‘olua |
| 3     | 3           | laua    | o laua, a laua   |

Маорі: Займенники:
| Особа | Особа       | Придієслівні |
| ----- | ----------- | ------------ |
| 1     | інклюзивні  | màua         |
| 1     | ексклюзивні | tàua         |
| 2     | 2           | kòrua        |
| 3     | 3           | ràua         |

Двоїна утворюється за допомогою rua, причому r зазвичай опускається, і приростками tà, mà, kò, rà — tàua, màua, kòrua, ràua.
E mòhio ana koe ki a Rauna ràua ko Àto? No ràua tènei whenua — Ви знаєте Рауна й Ато? Вони двоє володіють цією землею.
E hiahia ana màua tahi kia noho koe — Ми обидва хотіли, щоб ти лишився.
Me haere tahi tàua? — Чому б нам обом не піти разом?
E haere ana kòrua ki whea? — Куди ви двоє йдете?

#### Давньогрецька мова
Поодинокі приклади вживання двоїни відомі в «Іліаді» та в «Одіссеї» Гомера: очевидно, вже тоді вони вважалися архаїчними, а використання їх замість форм множини зумовлювалося вимогою «вкластися» у гекзаметричний розмір.
У класичній грецькій двоїна невідома, за винятком аттичного діалекту, де вони існувала до V ст. до н. е. Будь-як, її вживання було нерегулярним і залежало від уподобань автора.

#### Давньоанглійська мова
Давньоанглійська мова мала складніший синтаксис, ніж теперішня англійська. Зокрема, займенники і тільки вони мали форми двоїни в усіх тогочасних відмінках, хоч їхня форма у знахідному і давальному відмінках дещо збігалася. Проте навіть тоді необов'язково було їх уживати, можна було замінювати їх множиною. Загалом займенники у формі двоїни вживали, щоб підкреслити, що мова йде саме про двох осіб.
| Відмінок  | 1 особа (ми двоє) | 2 особа (ви двоє) |
| --------- | ----------------- | ----------------- |
| Називний  | wit               | ġit               |
| Знахідний | uncit, unc        | incit, inc        |
| Родовий   | uncer             | incer             |
| Давальний | unc               | inc               |

Ġif wit unc ġedǣlað, mē bið dēað witod — якщо ми двоє є частиною одне одного, смерть визначено для мене.
Залишки двоїни в англійській мові досі також є, наприклад: both проти all, either проти any, neither проти none, between проти among, former проти first, latter проти last тощо.

#### Латина
У пам'ятниках класичної латини, як і в письмових свідченнях інших італьських мов двоїну не виявлено. Реліктами двоїни в латинській мові є, зокрема, закінчення числівника viginti («двадцять», у той час як «тридцять» — triginta, «сорок» — quadraginta), числівник ambo («обидва», пор. прасл. *oba), подвійна парадигма відмінювання числівника duo/duae («два»).

### Список мов
- Індоєвропейська родина
  - Словенська
  - Хорватська (чакавський діалект)
  - Верхньолужицька
  - Нижньолужицька
  - Церковнослов'янська
  - Українська (деякі діалекти, збереглися залишки і в літературній)
  - Шотландська гельська (збереглися лише релікти у вигляді форм іменників після числівника «два»)
  - Фризька (займенники в деяких північнофризьких діалектах)
- Уральська родина
  - Хантийська
  - Мансійська
  - Ненецька
  - Саамські
- Афразійські мови
  - Іврит
  - Арабська
  - Мальтійська
- Австронезійська родина
  - Тагальська
  - Ілоканська
  - Себуанська
  - Чаморро (відбивається у відмінюванні дієслів)
  - Полінезійські мови

- Койсанські мови
  - Кхое
- Інші мови
  - Амслен (американська жестова мова)
  - Інуктитут
  - Мапудунґун
  - Хмонг
  - Лакота (тільки в особових займенниках — у значенні «я і ти»)
  - Мікмак
  - Яґанська
  - Догриб
  - Кхамті
  - Кунама
  - Меланезійський піджин (кілька споріднених мов-піджинів)
  - Коряцька

### Історичні мови
- Індоєвропейська родина
  - Авестійська
  - Санскрит
  - Давньогрецька
  - Давньоірландська
  - Давньоанглійська
  - Готська
  - Латина
  - Староцерковнослов'янська (давньоболгарська)
  - Давньоруська
  - Старолитовська
- Афразійські мови
  - Аккадська (вавилонська та ассирійська)
  - Гебрайська
  - Давньоєгипетська
  - Коптська

### Вигадані мови
- Квенья